# スーザン・ブルー
スーザン･ブルー（Susan Blu、1948年10月30日 - ）は、アメリカ合衆国の女性声優、音響監督、キャスティング・ディレクター。元同性愛パートナーは女優のシンシア・ソンジェ（死別）。

## 人物
ミネソタ州セントポール出身。ミュージカル女優を目指してスティーヴンス・カレッジで演劇を学んだ後。スクリーン ジェムズからスカウトを受け、ロサンゼルスに移住。ピルズベリー社のCMでドゥーガールの声を担当して以降、声優を活動の中心とする。1987年のミュータント・ニンジャ・タートルズで音響監督としてデビュー。
演出デビュー後にボイスオーバーワークショップの設立を決め、パートナーのシンシア・ソンジェと共に声優ワークショップを運営する企業「Blupka Productions」を経営し、ワークショップの講師も行っていた。教え子にはミシェル・ラフ、カリ・ウォールグレンなどがいる。
2010年にシンシアと死別して以降、活動を休止していたが、2013年にマッサージセラピストの女性とコネチカット州スタンフォードで同性結婚し、仕事にも復帰した。
別名はスー・ブルー（Sue Blu）。

### ノミネート歴
- デイタイム・エミー賞
  - 1996年技能賞アニメーション部門候補『The Tick』（他のスタッフと連盟でノミネート）[6]
  - 1997年子供向けアニメーション番組賞候補『マジック・スクール・バス』（他のスタッフと連盟でノミネート）[6]
  - 1998年子供向けアニメーション番組賞候補『マジック・スクール・バス』（他のスタッフと連盟でノミネート）[6]
  - 2001年子供向けアニメーション番組賞候補『おおきいあかい クリフォード』（他のスタッフと連盟でノミネート）[6]
  - 2001年アニメーション特別番組賞候補『スターシップ・トゥルーパーズ・クロニクルズ 』（他のスタッフと連盟でノミネート）[6]
  - 2002年子供向けアニメーション番組賞候補『クリフォード』（他のスタッフと連盟でノミネート）[6]
  - 2003年子供向けアニメーション番組賞候補『クリフォード』（他のスタッフと連盟でノミネート）[6]
  - 2007年子供向けアニメーション番組賞候補『おさるのジョージ』（他のスタッフと連盟でノミネート）[6]
  - 2009年監督賞アニメーション番組部門候補『おさるのジョージ』（他のスタッフと連盟でノミネート）[6]
  - 2011年監督賞アニメーション番組部門候補『超ロボット生命体 トランスフォーマー プライム』（他のスタッフと連盟でノミネート）[6]

## 出演作品

### テレビアニメ
1978年
- Fangface（キム）

1979年
- Fangface and Fangpuss（キム）
- プラスチックマン（キム）

1982年
- The Incredible Hulk（リタ）
- Stanley, the Ugly Duckling（スタンレー）

1983年
- The Dukes

1985年
- Star Fairies（ジャズ）
- Paw Paws（プリンセス・パウパウ）
- 戦え!超ロボット生命体トランスフォーマー（プロダクション・アシスタント、カレン・フィッシング）

1986年
- アニメゴーストバスターズ（ベルフリー、ジェシカ）
- Wildfire（フルータス）
- スパイダーマン&アメイジング・フレンズ（ルイーズ、モニカ）
- 戦え!超ロボット生命体トランスフォーマー2010（アーシー、メリッサ・フェアボーン 、ベータ、ミシェル）
- 地上最強のエキスパートチーム G.I.ジョー（ブリー・ヴァン・マーク、シーラ）
- マイリトルポニー&フレンズ（ボタン）

1987年
- クマゴロー（子供2）
- ダックテイルズ（ミセス・フェザービー）
- トランスフォーマー ザ・リバース（アーシー）

1989年
- チップとデールの大作戦（レポーター）

1990年
- ザ・シンプソンズ（ハワード、少年2、ホワイト・ウィーゼル）
- タイニー・トゥーンズ（スフィンクス）
- New Kids on the Block

1991年
- 悪魔の毒々モンスター 毒々あにめいしょん!（モナ）
- Where's Waldo?

1992年
- Jin Jin and the Panda Patrol

1993年
- トムとジェリーキッズ
- ミュータント・ニンジャ・タートルズ（ツヴァーク）

1994年
- アラジンの大冒険（女）
- ぎゃあ!!!リアル・モンスターズ（母親）
- The Legend of Prince Valiant
- マジック・スクール・バス（コール、プロデューサー2）

1997年
- Extreme Ghostbusters
- ぎゃあ!!!リアル・モンスターズ（女）
- メン・イン・ブラック

1998年
- インヴェイジョンUSA（ウェイトレス、ニュースキャスター）
- ゴジラ ザ・シリーズ（医者2）
- ビーストウォーズメタルス 超生命体トランスフォーマー（トランスミューテイト）

1999年
- ビーストウォーズメタルス 超生命体トランスフォーマー（ウナ）

2000年
- クリフォード（ビリー、ダン）

2003年
- スパイダーマン 新アニメシリーズ（経営者）

2004年
- アストロボーイ・鉄腕アトム（ウラン）

2005年
- ジャッキー・チェン・アドベンチャー（学会員）

2006年
- おたすけマニー（マリオン）

2008年
- おさるのジョージ（老婆）
- トランスフォーマー アニメイテッド（アーシー）

2009年
- トランスフォーマー アニメイテッド（フレアアップ）

### 劇場アニメ
1986年
- トランスフォーマー ザ・ムービー（アーシー）
- マイリトルポニー・ザ・ムービー（ロフティー）

1996年
- ノートルダムの鐘

2003年
- ファインディング・ニモ

2004年
- クリフォード・ザ・ムービー

2006年
- カーズ

### ゲーム
1999年
- アーミーマン サージヒーローズ（ヴィッキー）

2000年
- アーミーマン サージヒーローズ2（ヴィッキー）

2003年
- 突撃!アーミーマン 史上最小の作戦（ヴィッキー）

2004年
- アストロボーイ・鉄腕アトム（ウラン）

### テレビドラマ
1974年
- 刑事コジャック（女）

1978年
- Three's Company（サンドラ）

1985年
- ナイトライダー（メアリー）

### 映画
1988年
- 13日の金曜日 PART7：新たなる恐怖（ティナの母）

### その他
- ボットコン（イベントゲスト、朗読劇のアンダゴニー）

## 参加作品
特記の無いものに限り、ボイスディレクターとしての参加。

### テレビアニメ（スタッフ）
1987年
- ミュータント・ニンジャ・タートルズ（ダイアログ・ディレクター）

1991年
- ジェームズ・ボンドJr

1994年
- The Tick
- マジック・スクール・バス

1996年
- ジュマンジ（ダイアログ・ディレクター）
- ビーストウォーズ 超生命体トランスフォーマー

1997年
- メン・イン・ブラック（ダイアログ・ディレクター）

1998年
- インヴェイジョンUSA（音声演出、キャスティング）
- ゴジラ ザ・シリーズ（ダイアログ・ディレクター）
- ビーストウォーズメタルス 超生命体トランスフォーマー

1999年
- スターシップ・トゥルーパーズ・クロニクルズ（ダイアログ・ディレクター）
- 超生命体トランスフォーマー ビーストウォーズリターンズ

2000年
- クリフォード
- ジャッキー・チェン・アドベンチャー（ダイアログ・ディレクター）

2001年
- ハムナプトラ
- ヘビーギア・アニメイテッドシリーズ

2002年
- サイバーチェイス

2003年
- スパイダーマン 新アニメシリーズ（ダイアログ・ディレクター）
- ミュータント・ニンジャ・タートルズ

2004年
- ドラゴンブースター

2006年
- おたすけマニー（ボイスディレクター、キャスティング）

2007年
- トランスフォーマー アニメイテッド（録音演出、キャスティング）※スー・ブルー名義
- ママ・ミラベルのムービータイム

2008年
- おさるのジョージ（ボイスディレクター、キャスティング）

2009年
- きんきゅうしゅつどう隊 OSO（ダイアログ・ディレクター）
- スター・ウォーズ/クローン・ウォーズ（キャスティング・スーパーバイザー）

2010年
- 超ロボット生命体 トランスフォーマー プライム※第11話まで

2012年
- ヒックとドラゴン〜バーク島の冒険〜
- ベン10 オムニバース

2016年
- PINY Institute of New York

### 劇場アニメ（スタッフ）
2004年
- クリフォード ザ・ムービー

2009年
- おさるのジョージ2/ゆかいな大冒険!

2015年
- おさるのジョージ3/ジャングルへ帰ろう（2016年 - 2018年、ボイスディレクター、キャスティング）

### OVA（スタッフ）
1998年
- An American Tail: The Treasure of Manhattan Island（ボイスディレクター、キャスティング）

2006年
- スチュアート・リトル3 森の仲間と大冒険（ボイスディレクター、キャスティング）
- ロボテック シャドークロニクル - リチャード・エプカーとの連名

2009年
- おさるのジョージ、クリスマススペシャル「早くこいこい、クリスマス」

2016年
- リトルフット 大恐竜帝国

### Webアニメ（スタッフ）
- ロスト・イン・オズ（2016年 - 2018年、ボイスディレクター、キャスティング）